# Eurozóna

Evropské země používající euro jako svou měnu
členské státy eurozóny (20)
státy EU, které jsou v ERM ll (1)
státy EU, které vstoupí do eurozóny v budoucnu (5)
státy EU v ERM ll s trvalou výjimkou na zavedení eura (1)
státy mimo EU, které používají euro na základě dohody s EU (4)
státy a území mimo EU, které používají euro bez dohody s EU (2)

Systémy měnových kurzů evropských zemí mimo eurozónu
členské státy eurozóny (20)
země EU zapojené do ERM II (2)
země EU mimo ERM II s plovoucími měnovými kurzy (5)
státy a území mimo EU používající euro (6)
stát mimo EU s měnou navázanou na euro
státy mimo EU s plovoucími měnovými kurzy

Eurozóna je měnová unie 20 členských států Evropské unie (EU), které přijaly euro (€) jako svou hlavní měnu a jediné zákonné platidlo. Měnovým orgánem eurozóny je Eurosystém. Sedm členů Evropské unie nadále používá své vlastní národní měny, i když většina z nich se zavázala přijmout euro v budoucnu.
Eurozónu tvoří Belgie, Estonsko, Finsko, Francie, Chorvatsko, Irsko, Itálie, Kypr, Litva, Lotyšsko, Lucembursko, Malta, Německo, Nizozemsko, Portugalsko, Rakousko, Řecko, Slovensko, Slovinsko a Španělsko. Ostatní státy EU (s výjimkou Dánska) jsou povinny se připojit, jakmile splní kritéria pro přistoupení. Žádný stát zatím nevystoupil a neexistují žádné předpisy, které by to umožňovaly, ani předpisy o vyloučení.
Ze států, které nejsou členy EU, uzavřely Andorra, Monako, San Marino a Vatikán formální dohody s EU o používání eura jako své oficiální měny a vydávání vlastních mincí. Kosovo a Černá Hora přijaly euro jednostranně, avšak tyto země nejsou oficiálně součástí eurozóny a nemají zastoupení v Evropské centrální bance (ECB) ani v Euroskupině.
ECB, kterou řídí prezident a rada složená z šéfů národních centrálních bank, určuje měnovou politiku eurozóny. Hlavním úkolem ECB je udržovat pod kontrolou inflaci. Ačkoli měnová unie nemá společné zastoupení, řízení ani fiskální politiku, určitá spolupráce probíhá prostřednictvím Euroskupiny, která přijímá politická rozhodnutí týkající se eurozóny a eura. Euroskupina se skládá z ministrů financí států eurozóny, ale v naléhavých případech ji tvoří také vedoucí představitelé jednotlivých států.
Od finanční krize v letech 2007-2008 eurozóna zavedla a využívá ustanovení o poskytování nouzových půjček členským státům výměnou za provedení hospodářských reforem. Eurozóna také zavedla určitou omezenou fiskální integraci: například při vzájemném hodnocení národních rozpočtů. Tato otázka je politická a je ve stádiu vývoje, pokud jde o to, jaká další ustanovení budou pro změnu v eurozóně dohodnuta.

## Historie eurozóny

### Počátky jednotné měny
Evropská komise v roce 1962 předložila ve svém Akčním programu pro druhou etapu zásadní návrhy na měnovou integraci. Program předpokládal do konce přechodného období zavedení pevných devizových kurzů mezi měnami členských zemí a vytvoření evropské rezervní měny. Tlaky na měnovou koordinaci zemí Evropského hospodářského společenství (EHS) se zvyšovaly již od 50. let také kvůli problémům uvnitř brettonwoodského systému. Brettonwoodský systém začal vykazovat známky napětí již na konci 50. let. V letech 1968–1969 hrozila nová éra měnové nestability, když si turbulence na trhu vynutily revalvaci německé marky a devalvaci francouzského franku. To ohrozilo společný systém cen společné zemědělské politiky, který byl v té době hlavním úspěchem Evropského společenství.

### Barreho plán
Prvním impulsem k měnové integraci byl tzv. Barreho plán, přednesený v roce 1969 na zasedání Evropské rady francouzským premiérem Raymondem Barrem, který navrhoval větší hospodářskou koordinaci.

### Wernerův plán
Haagský summit, konaný v prosinci 1969, proto pověřil lucemburského předsedu vlády Pierra Wernera, aby posoudil možnost přetvoření Evropského hospodářského společenství na hospodářskou a měnovou unii (HMU). Zpráva P. Wernera, která je známá jako Wernerův plán, byla představena v říjnu 1970. Podle tohoto plánu se během deseti let měla stát měnová unie realitou. Plán požadoval zřídit Evropskou centrální banku a přenést na evropskou úroveň mnohé fiskální pravomoci.

### Vytvoření Evropského fondu měnové spolupráce
Za opětovný pokus měnové integrace v dalším období je možné označit vytvoření Evropského fondu měnové spolupráce (European Monetary Cooperation Fund – EMCF) jako nezávislého orgánu Rady Evropského společenství na základě jejího Nařízení č. 907/73 o zřízení Evropského fondu měnové spolupráce. Působil v Basileji, kde mu Banka pro mezinárodní platby poskytovala nezbytnou administrativní a technickou podporu.Jeho úlohou bylo snižování odchylek měnových kurzů členských států, a to prostřednictvím uskutečňováním společenské měnové politiky v oblasti měnových rezerv uložených v centrálních bankách členských států. V této sféře zároveň koordinoval postup centrálních bank. Jako zúčtovací jednotku v rámci svých operací používal Evropskou zúčtovací jednotku (European Unit of Acounting – EUA). Ta tvořila jakousi základnu, se kterou se porovnávaly měny členských států. Ani tato koncepce nebyla pro politickou neochotu účastníků odevzdat pravomoci na centrální orgán úspěšná. Fond byl rozpuštěn 1. ledna 1994, kdy jeho úlohu převzal Evropský měnový institut, zatímco Banka pro mezinárodní platby nadále působila jako zprostředkovatel po přechodné období do 15. května 1995.

### Delorsova zpráva
V červnu 1988 na zasedání Evropské rady v Hannoveru byla ustavena pracovní skupina, která byla pověřena navrhnout konkrétní kroky vedoucí k hospodářské a měnové unii. Pracovní skupina pracovala pod vedením tehdejšího předsedy Evropské komise Jacquese Delorse. Převážná většina námětů studie, známé pod názvem Delorsova zpráva, byla využita v navazující mezivládní konferenci o HMU a následně byla vtělena do Maastrichtské smlouvy.

### Maastrichtská smlouva
Maastrichtská smlouva (Smlouva o Evropské unii) je smlouva posilující významně evropskou integraci a federalizaci a zakládající Evropskou unii. Byla podepsána v Maastrichtu 7. února 1992 a vstoupila v platnost 1. listopadu 1993. Významnou novinkou byl plán zavedení jednotné měny v rámci hospodářské a měnové unie, obsahující konvergenční kritéria pro její přijetí. Za účelem toho, aby hospodářská a měnová unie mohla poskytovat rámec pro více pracovních míst a růst a aby bylo možné vyhnout se jejímu rozpadu, ekonomiky členských zemí musely před zavedením jednotné měny dosáhnout vysokého stupně konvergence. Proto byla ve Smlouvě o Evropské unii stanovena „maastrichtská kritéria konvergence“, která musí členské státy splnit, aby mohly zavést euro. Vedle těchto kritérií členské státy musely docílit sblížení vnitrostátních právních předpisů a pravidel řízení svých národních centrálních bank a měnových otázek. Maastrichtská kritéria konvergence byla vytvořena, aby zajistila, že ekonomika členského státu bude dostatečně připravena na přijetí jednotné měny. Poskytla společnou základnu pro stabilitu, dobrý stav a udržitelnost veřejných financí pro kandidátské země eurozóny, která odrážela sbližování hospodářských politik a odolnost proti hospodářským šokům. Kritérium směnného kurzu mělo ukázat, že je členský stát schopen spravovat své hospodářství bez devalvace měny.

## Podmínky pro vstup do eurozóny – konvergenční kritéria
Účelem konvergenčních kritérií je zajistit, že členský stát je na přijetí eura připraven a že jeho vstup do eurozóny nepředstavuje ekonomické riziko, ať už pro tento stát samotný nebo pro celou eurozónu. Konvergenční kritéria jsou stanovena v čl. 140 odst. 1 Smlouvy o fungování Evropské unie.

### Hospodářská kritéria
Hospodářské podmínky pro vstup do eurozóny pomáhají zajistit, že daná země je připravena na integraci do měnového režimu eurozóny. Jsou stanovena 4 kritéria hospodářské konvergence:

#### 1. Cenová stabilita
Míra inflace nesmí být o více než 1,5 procentního bodu vyšší než míra inflace 3 členských států, které dosahují nejlepších výsledků.  

#### 2. Zdravé a udržitelné veřejné finance
Schodek veřejných financí nesmí být vyšší než 3 % HDP. Veřejný dluh nesmí přesahovat 60 % HDP.

#### 3. Stabilita směnného kurzu
Kandidátská země se musí alespoň po dobu 2 let účastnit mechanismu směnných kurzů (ERM II), aniž by došlo k výrazným odchylkám od centrálního směnného kurzu stanoveného mechanismem ERM II nebo k devalvaci bilaterální centrální parity dané měny vůči euru.

#### 4. Dlouhodobé úrokové sazby
Úroveň dlouhodobých úrokových sazeb by neměla být o více než 2 procentní body vyšší než úroveň 3 členských států, které dosahují nejlepších výsledků z hlediska cenové stability.

### Požadavky na přizpůsobení vnitrostátních právních předpisů
Země, které se chtějí stát členy eurozóny, musejí rovněž prostřednictvím svých vnitrostátních právních předpisů a pravidel zajistit nezávislost svých národních centrálních bank a rovněž soulad jejich statutu s ustanoveními Smluv a jeho slučitelnost se statutem Evropské centrální banky (ECB) a Evropského systému centrálních bank (ESCB).

## Vstup členských zemí Evropské unie do Evropské měnové unie
- 1. ledna 1999: 11 zemí Evropské unie (Belgie, Finsko, Francie, Irsko, Itálie, Lucembursko, Německo, Nizozemsko, Portugalsko, Rakousko a Španělsko) vstoupilo do třetí fáze EMU; euro zavedeno v bezhotovostní podobě; Evropská centrální banka začala provádět jednotnou měnovou politiku pro země eurozóny
- 1. ledna 2001: Řecko se zapojilo do třetí fáze EMU
- 1. ledna 2002: euro zavedeno v hotovostní podobě – do oběhu dány euromince a eurobankovky
- 1. ledna 2007: Slovinsko se zapojilo do třetí fáze EMU
- 1. ledna 2008: Kypr a Malta se zapojily do třetí fáze EMU
- 1. ledna 2009: Slovensko se zapojilo do třetí fáze EMU
- 1. ledna 2011: Estonsko se zapojilo do třetí fáze EMU
- 1. ledna 2014: Lotyšsko se zapojilo do třetí fáze EMU
- 1. ledna 2015: Litva se zapojila do třetí fáze EMU
- 1. ledna 2023: Chorvatsko se zapojilo do třetí fáze EMU

## Členské země eurozóny
Členy eurozóny je 20 zemí Evropské unie: Belgie, Estonsko, Finsko, Francie, Chorvatsko, Irsko, Itálie, Kypr, Litva, Lotyšsko, Lucembursko, Malta, Německo, Nizozemsko, Portugalsko, Rakousko, Řecko, Slovensko, Slovinsko a Španělsko. Eurozónu obývá 342 milionu lidí (2021).
Kromě eurozóny na evropském kontinentu, na asijském Kypru a středomořské Maltě je euro oficiální platidlo v tzv. „nejvzdálenějších regionech EU“ (k datu 1. ledna 2020 Francouzská Guyana, Guadeloupe, Martinik, Réunion, Mayotte, Svatý Martin, Azory, Madeira a Kanárské ostrovy). V těchto oblastech žije přibližně 4,5 milionu lidí.
Členské státy Evropské unie jsou zavázány vstoupit do eurozóny. Z této povinnosti je vyvázáno pouze Dánsko, které má vyjednané výjimky (takzvaný opt-out), a Švédsko, které si nevstoupením do ERM II zařídilo de facto opt-out. Čtyři státy Evropské unie prozatím euro jako svou měnu nezavedlo, jsou jimi Česko, Maďarsko, Polsko a Rumunsko. Bulharsko se již účastní ERM II a euro zavádí k 1. lednu 2026.
Podle průzkumu Eurobarometr bylo v květnu 2015 pro přijetí eura v Česku 29 % občanů, z toho 7 procentních bodů „určitě ano“. V dubnu 2019 byla podle průzkumu Centra pro výzkum veřejného mínění pro přijetí eura v Česku namísto koruny jen pětina českých občanů, proti byly tři čtvrtiny českých občanů. Podpora pro vstup do eurozóny ale podle Eurobarometru stále roste, v roce 2021 bylo pro 40 % Čechů a v roce 2022 šlo o 44 % českých občanů (v témže období bylo pro 77 % obyvatel Rumunska a 70 % občanů Maďarska).

## Další státy a území používající euro
- Na základě dohod s Evropskou unií používají euro jako svou měnu Monako, San Marino, Vatikán a Andorra. Euro zavedly s ohledem na existenci měnové dohody s Francií (v případě Monaka), respektive s Itálií (v případě San Marina a Vatikánu) či přímo s Evropskou unií (v případě Andorry). Tyto čtyři země mají právo razit omezené množství euromincí se svou vlastní rubovou národní stranou. Sanmarinské, vatikánské a monacké mince jsou v oběhu od 1. ledna 2002, první andorrské mince byly vydány v prosinci 2014.
- Dohody s EU o používání eura mají uzavřeny rovněž dvě francouzská zámořská společenství Saint Pierre a Miquelon a Saint-Barthélemy, která nejsou integrální součástí Evropské unie, a tedy ani eurozóny. Tato území nemohou vydávat euromince se svou vlastní rubovou stranou.
- Jednostranně bez dohody s EU euro zavedly Černá Hora a Kosovo a také na britských vojenských základnách Akrotiri a Dekelia na Kypru. Nemají právo razit vlastní euromince.
- Bez dohody s Evropskou unií se euro jako měna de iure používá rovněž ve dvou neobydlených francouzských zámořských územích – Francouzská jižní a antarktická území a Clippertonův ostrov

## Státy a území s měnami navázanými na euro
V roce 2023 používaly měny navázané na euro 3 francouzská zámořská území, 3 malé ostrovní státy v Africe, 14 států střední a západní Afriky, 2 členské státy EU a 1 západobalkánský stát.
- Dánská koruna a bulharský lev jsou zapojeny do evropského mechanismu směnných kurzů II (ERM II). Země zapojené do ERM II musí kurzy svých měn udržovat v povoleném fluktuačním pásmu ± 15 % od stanoveného středního kurzu (centrální parity) k euru, Dánsko se dobrovolně zavázalo dodržovat užší fluktuační pásmo ± 2,25 %. Alespoň dvouleté setrvání v ERM II, při kterém je dodržováno povolené fluktuační pásmo pohybu kurzu a nedojde k devalvaci centrální parity, je přitom jednou z podmínek vstupu země do eurozóny.
- Bosna a Hercegovina má svou měnu (konvertibilní marka) navázánu na euro v pevném poměru od 22. června 1999.
- Kapverdy a Komory mají své měny (kapverdské escudo a komorský frank) pevně navázány na euro od 1. ledna 1999.
- Svatotomášská dobra (měna Svatého Tomáše a Princova ostrova) je na euro navázána od 1. ledna 2010.
- 14 zemí střední a západní Afriky (Čad, Benin, Burkina Faso, Gabon, Guinea-Bissau, Kamerun, Kongo, Mali, Niger, Pobřeží slonoviny, Rovníková Guinea, Senegal, Středoafrická republika a Togo) používá CFA frank, který byl dříve navázán v pevném poměru na francouzský frank. Od 1. ledna 1999 je CFA frank pevně navázán na euro.
- Francouzská Polynésie, Nová Kaledonie a Wallis a Futuna jsou území Francie, ale nejsou součástí Evropské unie. Používají CFP frank, který byl stejně jako CFA frank dříve v pevném kurzu navázán na francouzský frank. Od 1. ledna 1999 je CFP frank pevně navázán na euro.

## Eurosystém
Eurosystém se skládá z ECB a národních centrálních bank zemí, které zavedly euro. Eurosystém a ESCB budou souběžně fungovat, dokud se všechny členské státy EU nestanou členy eurozóny.